# رشته‌کوه کدون
رشته‌کوه کدون (روسی: Кедонский хребет) یک رشته‌کوه در استان ماگادان کشور روسیه است.